# Große Steinau
Die Große Steinau im gemeindefreien Gebiet Harz des niedersächsischen Landkreis Göttingen ist ein 7,5 km langer, nördlicher und orographisch rechter Zufluss der Sieber im Harz und am südwestlichen Harzfuß.

## Verlauf
Die Große Steinau entspringt im Oberharz im Nationalpark Harz auf dem Höhenzug Auf dem Acker, der maximal 865,1 m ü. NHN hoch ist. Ihre Quelle liegt etwa 3 km nordnordöstlich des nicht vom Bach durchflossenen Lonau zwischen dem Haspelkopf (ca. 749 m) im Nordnordosten und dem Braakberg (645,5 m) im Südsüdosten nahe der Sophienklippe auf etwas mehr als 680 m Höhe.
Zunächst fließt die Große Steinau in südwestliche, später in südliche Richtung durch die bewaldete Harzlandschaft. Nach endgültigem Verlassen des Nationalparks bei Unterqueren der Kreisstraße 7 (Mühlenberg–Aschenhütte) tritt der Bach in das Südwestliche Harzvorland ein, in dem er erst die Bahnstrecke Herzberg–Seesen und dann die Bundesstraße 243 unterquert.
Kurz darauf mündet die Große Steinau etwa 2,6 km nordwestlich von Herzberg am Harz und 750 m südöstlich des an der Mündung der Kleinen Steinau gelegenen Hördener Weilers Aschenhütte auf rund 216 m in den dort von Südsüdosten heran fließenden Oder-Zufluss Sieber.

## Versickerung und Wüstung
In trockenen Zeiten versickert das Wasser der Großen Steinau noch vor der Mündung vollständig im Karstuntergrund und tritt etwa vier Tage später in der Rhumequelle wieder zu Tage. Im unteren Tal der Großen Steinau wird die Wüstung Steynowe vermutet, die aber bislang noch nicht lokalisiert werden konnte.